# StarCraft II: Nova Covert Ops
StarCraft II: Nova Covert Ops is een stand-alone-DLC volgend op de StarCraft II-trilogie. Met dit pakket wordt een singleplayer-campaign toegevoegd. Het hoofdpersonage is de Terran Ghost November Annabella Terra alias Nova. De campaign is verdeeld in drie mission packs die elk drie missies bevatten. De drie mission packs verschenen periodiek, waarvan de eerste eind maart 2016 verscheen.

## Mission pack 1
Nova ontwaakt in een onbekende militaire faciliteit zonder te weten hoe ze daar terecht is gekomen. Ze moet ontsnappen en achter de waarheid zien te komen voordat het te laat is voor zowel voor haarzelf als de Terran Dominion.

## Mission pack 2
Verraad heeft verstrekkende gevolgen voor de Terran Dominion. Als Nova en haar troepen een gevaarlijke zergaanval niet kunnen stoppen zal dat duizenden hun levens kosten

## Mission pack 3
Nova moet een verrader gevangennemen om een opstand bij de Dominion te voorkomen. Maar de tol voor loyaliteit en het volgen van bevelen is hoger dan ooit.  